# Nuoto ai XVI Giochi del Mediterraneo - 100 metri dorso femminili

## Record
Prima di questa competizione, il record del mondo (WR) e il record dei Giochi del Mediterraneo (GR) erano i seguenti:
|    | 58"77   | Kirsty Coventry Zimbabwe | 11 agosto 2008 Pechino, Cina   |
| GR | 1'02"33 | Alexandra Putra Francia  | 27 giugno 2005 Almería, Spagna |

## Batterie
Martedì 30 giugno 2009, alle 11:02, si tengono tre batterie.
| #   | Batteria | Corsia | Atleta                 | Nazionalità | Tempo   | Note |
| --- | -------- | ------ | ---------------------- | ----------- | ------- | ---- |
| 1   | 1        | 3      | Aspasia Petradaki      | Grecia      | 1'02"86 | Q    |
| 2   | 2        | 5      | Duane Da Rocha Marce   | Spagna      | 1'02"96 | Q    |
| 3   | 2        | 3      | Marica Strazmester     | Serbia      | 1'03"17 | Q    |
| 4   | 3        | 5      | Mercedes Peris Minguet | Spagna      | 1'03"32 | Q    |
| 5   | 3        | 4      | Alexianne Castel       | Francia     | 1'03"39 | Q    |
| 6   | 1        | 5      | Valentina De Nardi     | Italia      | 1'03"50 | Q    |
| 7   | 3        | 6      | Amaryllis Angouridaki  | Grecia      | 1'03"70 | Q    |
| 8   | 2        | 4      | Sanja Jovanović        | Croazia     | 1'03"81 | Q    |
| 9   | 1        | 8      | Martha Matsa           | Grecia      | 1'03"91 |      |
| 10  | 1        | 6      | Maja Sovinek           | Slovenia    | 1'05"02 |      |
| 11  | 2        | 6      | Lidja Franic           | Croazia     | 1'05"50 |      |
| 12  | 2        | 2      | Gizem Yali             | Turchia     | 1'06"14 |      |
| 13  | 1        | 1      | Monica Ramirez Abella  | Andorra     | 1'07"43 |      |
| 14  | 3        | 2      | Nazli Ege Calisal      | Turchia     | 1'07"49 |      |
| 15  | 2        | 7      | Imane Boulaamane       | Marocco     | 1'07"72 |      |
| 16  | 1        | 2      | Andrea Basaraba        | Serbia      | 1'07"79 |      |
| 17  | 3        | 3      | Anja Carman            | Slovenia    | 1'09"38 |      |
| 18  | 3        | 7      | Sofia Papadopoulou     | Cipro       | 1'10"01 |      |
| 19  | 1        | 7      | Zineb El Hazzaz        | Marocco     | 1'12"73 |      |
| 20  | 3        | 1      | Asmahan Farhat         | Libia       | 1'16"34 |      |
| 21  | 2        | 1      | Laila Kamal Farhat     | Libia       | 1'17"11 |      |
| DNS | 1        | 4      | Elena Gemo             | Italia      | 4'33"00 |      |

## Finale
La gara, che si svolge martedì 30 giugno alle ore 18:42, viene vinta dalla francese Alexianne Castel che stabilisce il nuovo record dei Giochi con il tempo di 1'02"13.
| Posizione | Corsia | Atleta                 | Paese   | Tempo   | Note |
| --------- | ------ | ---------------------- | ------- | ------- | ---- |
|           | 2      | Alexianne Castel       | Francia | 1'02"13 | GR   |
|           | 5      | Duane Da Rocha Marce   | Spagna  | 1'02"30 |      |
|           | 4      | Aspasia Petradaki      | Grecia  | 1'02"48 |      |
| 4         | 3      | Marica Strazmester     | Serbia  | 1'02"62 |      |
| 5         | 8      | Sanja Jovanović        | Croazia | 1'02"72 |      |
| 6         | 7      | Valentina De Nardi     | Italia  | 1'03"04 |      |
| 7         | 6      | Mercedes Peris Minguet | Spagna  | 1'03"52 |      |
| 8         | 1      | Amaryllis Angouridaki  | Grecia  | 1'04"47 |      |